# Trauma (film)
Trauma (titlu original: Concussion) este un film american sportiv biografic dramatic din 2015 regizat de Peter Landesman. Rolurile principale au fost interpretate de actorii Will Smith și Alec Baldwin.

## Distribuție
- Will Smith - Dr. Bennet Omalu
- Alec Baldwin - Dr. Julian Bailes
- Albert Brooks - Dr. Cyril Wecht
- Gugu Mbatha-Raw - Prema Mutiso
- David Morse - Mike Webster
- Arliss Howard - Dr. Joseph Maroon
- Mike O'Malley - Daniel Sullivan
- Eddie Marsan - Dr. Steven DeKosky
- Hill Harper - Christopher Jones
- Adewale Akinnuoye-Agbaje - Dave Duerson
- Stephen Moyer - Dr. Ron Hamilton
- Richard T. Jones - Andre Waters
- Paul Reiser - Dr. Elliot Pellman
- Luke Wilson - Roger Goodell
- Sara Lindsey - Gracie
- Matthew Willig - Justin Strzelczyk
- Bitsie Tulloch - Keana Strzelczyk
- Eme Ikwuakor - Amobi Okoye